# Hurlyburly
Hurlyburly (Descontrol en España y Caos mental en México) es una película dramática estrenada el 25 de diciembre de 1998 en Estados Unidos y el 23 de abril de 1999 en España. Protagonizada por Sean Penn, Kevin Spacey, Robin Wright Penn, Anna Paquin y Meg Ryan; y escrita, producida y dirigida por Anthony Drazan, se basa en la obra de teatro homónima de David Rabe, también guionista.

## Argumento
En Hollywood no es oro todo lo que reluce, no todo son fiestas y glamour. Dos productores de cine de Hollywood, Eddie (Sean Penn) y Mickey (Kevin Spacey) y un actor actualmente sin trabajo, Phil (Chazz Palminteri), todos ellos amigos y dispuestos a cualquier cosa con tal de pegarse una buena juerga a base de alcohol y numerosas drogas. La casa que comparten dos de ellos en Los Ángeles, será el escenario principal en el que estos sujetos, atrapados en el huracán existencial que supone el intentar realizarse como hombres y como profesionales, reflexionarán sobre sus vidas y el destino que les espera. Durante todas esas reflexiones y quebraderos de cabeza (y fiestas) los tres amigos se cruzarán en sus vidas con mujeres extremadamente interesantes, como Donna (Anna Paquin), Darlene (Robin Wright Penn) o Bonnie (Meg Ryan).

## Reparto
| Actor             | Personaje |
| ----------------- | --------- |
| Sean Penn         | Eddie     |
| Kevin Spacey      | Mickey    |
| Robin Wright Penn | Darlene   |
| Chazz Palminteri  | Phil      |
| Garry Shandling   | Artie     |
| Anna Paquin       | Donna     |
| Meg Ryan          | Bonnie    |

## Recepción crítica y comercial
Según la página de Internet Rotten Tomatoes obtuvo un 59% de comentarios positivos. Recaudó en Estados Unidos casi 2 millones de dólares. Se desconoce cuáles fueron las recaudaciones internacionales. El presupuesto invertido en la producción fue de aproximadamente 15 millones. La película nunca fue exhibida en más de 84 salas de Estados Unidos. Destacar el comentario del crítico cinematográfico Alex Sandell: 

"Es increíble lo que puedes llegar a encontrar en esta película si miras por debajo de la superficie".
Alex Sandell.

### Premios
Festival de Cine de Venecia
| Año  | Categoría                 | Persona   | Resultado |
| ---- | ------------------------- | --------- | --------- |
| 1998 | Copa Volpi al mejor actor | Sean Penn | Ganador   |

## Localizaciones
Hurlyburly se rodó entre el 7 de diciembre de 1997 y el 26 de enero de 1998. La filmación se llevó a cabo en Los Ángeles, Oakland y en el Rohnert Park, todas ellas en el estado de California.

## DVD
Hurlyburly está disponible en formato DVD desde el 27 de julio de 1999. El disco contiene menús interactivos, acceso directo a escenas y subtítulos y audio en múltiples idiomas. En España, titulada Hurlyburly (Descontrol), está disponible desde el 23 de noviembre de 2005 en formato DVD. El disco contiene menús interactivos, acceso directo a escenas, subtítulos y audio en múltiples idiomas, tráiler cinematográfico, entrevistas, ficha artística, ficha técnica y filmografías selectas.